# 菲茨山
78°15′13″S 86°06′50″W / 78.25361°S 86.11389°W
菲茨山是南極洲的山峰，位於埃爾斯沃思地，屬於埃爾斯沃思山脈中森蒂納爾嶺的一部分，海拔高度3,600米，以地球物理學家命名，人類在1996年1月11日首次登頂。